# Lehavim
Lehavim (hebreiska: להבים) är en ort i Israel.   Den ligger i distriktet Södra distriktet, i den centrala delen av landet. Lehavim ligger 260 meter över havet och antalet invånare är 6 000.
Terrängen runt Lehavim är huvudsakligen platt, men österut är den kuperad. Runt Lehavim är det ganska glesbefolkat, med 42 invånare per kvadratkilometer. Närmaste större samhälle är Be'er Sheva, 13,6 km söder om Lehavim. Omgivningarna runt Lehavim är i huvudsak ett öppet busklandskap.